# Cecil Lewis
Cecil Arthur Lewis (* 29. März 1898 in Birkenhead; † 27. Januar 1997 in London) war ein britischer Pilot, Kampfflieger im Ersten Weltkrieg, Autor, Mitbegründer der BBC und Oscarpreisträger.

## Leben und Wirken
1915 trat Lewis im Alter von 17 Jahren dem britischen Royal Flying Corps bei. Später gestand er ein, dass er damals sein Alter zu hoch angegeben hatte. Lewis kämpfte in der Schlacht an der Somme, kam mit dem „Roten Baron“ in Berührung, wurde als Kriegsheld gefeiert und 1916 mit dem Militärkreuz ausgezeichnet. In seinen Memoiren Sagittarius Rising (1936), die in Großbritannien noch heute im Druck sind, beschreibt Lewis später den Luftkrieg. Das Buch wurde 1976 unter dem Titel Aces High (dt.: Schlacht in den Wolken) verfilmt. Auch seine Bücher Sagittarius Surviving, All My Yesterdays, Farewell to Wings und Gemini to Joburg befassen sich mit diesem Thema.
Nach Ende des Ersten Weltkrieges arbeitete Lewis als Pilot im öffentlichen Flugverkehr und ging später nach China, um dort Flugstunden zu geben. Dort lernte er seine spätere Ehefrau und Mutter zweier Kinder, Doushka Horvath (1902–2005), die Tochter eines russischen Generals, kennen.
Nach Ende des Fliegerprojekts in China kehrte Lewis nach Großbritannien zurück. 1922 gehörte er zu den vier Gründern der BBC und arbeitet dort vier Jahre neben dem ersten General Manager des Senders, John Reith. Während seiner Zeit bei der BBC lernte Lewis George Bernard Shaw kennen, mit dem er schließlich gemeinsam das Drehbuch zu Pygmalion: Der Roman eines Blumenmädchens schrieb, das 1938 je einen Oscar für das beste adaptierte Drehbuch und das beste Originaldrehbuch erhielt.
Während des Zweiten Weltkrieges schloss sich Lewis erneut der Royal Air Force an und brachte jungen Soldaten das Fliegen bei.
Nach Ende des Zweiten Weltkrieges verließ Lewis das zerstörte London und lebte als Schaffarmer in Südafrika, worauf er auch in seiner Biographie All my Yesterdays eingeht. Der ausbleibende Erfolg der Farm ließ Lewis bereits 1950 nach England zurückkehren. Dort arbeitete er zuerst für das Privatfernsehen, bevor er 1956 zur Tageszeitung Daily Mail wechselte.
Eine Dekade später zog sich Lewis auf die griechische Insel Korfu zurück, wo er bis kurz vor seinem Tod lebte. Cecil Lewis war bis ins hohe Alter als Buchautor aktiv.

## Werke (Auswahl)
- Sagittarius Rising. Heinemann, London 1983, ISBN 0-432-08600-5 (EA New York 1936)
  - deutsch: Schütze im Anflug. Eine autobiographische Erzählung. Rowohlt, Berlin 1937 (übersetzt von Hans Reisiger).
  - deutsch: Schütze im Steigflug. Eichborn, Frankfurt/M. 2008, ISBN 978-3-8218-4594-4 (übersetzt von Klaus Binder, Reihe Die Andere Bibliothek)
- Pathfinders. Morrow, New York 1944.
- Yesterday's evening. P. Davies Press, London 1946.
- Farewell to Wings. Temple Press Books, London 1964 (illustriert von Leonhard Bridgman)
- Turn Right for Corfu. Hutchinson, London 1972, ISBN 0-09-110550-1 (illustriert von David Knight)
- Never Look Back. An attempt on autobiography. Hutchinson, London 1974, ISBN 0-09-117890-8.
- A Way to Be. London 1977.
- Gemini to Joburg. Penguin, Harmondsworth 1984, ISBN 0-14-007363-9.
- Sagittarius Surviving. Cooper Books, London 1991, ISBN 0-85052-448-2.
- All my Yesterdays. An autobiography. Element Books, Shaftesbury 1993, ISBN 1-85230-405-7.
- So Long Ago, So Far Away. A memory of old Peking. Luzac Oriental Books, London 1998, ISBN 1-898942-11-0.